# Powiat prudnicki (Monarchia Habsburgów)
Powiat prudnicki (łac. circulus Neostadiensis) – powiat sądowy Monarchii Habsburgów, istniejący w latach 1532–1742. Jego siedzibą było miasto Prudnik.

## Geografia
Południową część powiatu prudnickiego stanowiły tereny górskie. Rozciągał się tamże łańcuch Gór Opawskich. Największym wzniesieniem była Zamkowa Góra, będąca własnością Prudnika, następnie wzgórza w okolicy Moszczanki i Trzebiny. Powiat sięgał po wieś Pokrzywna na zachodzie, po Krzyżkowice, Lubrzę i Miłowice na wschodzie, po Piorunkowice na północy i po Trzebinę na południu. Powierzchnia powiatu wynosiła 178 km².

## Historia
Powiaty sądowe uformowały się na Śląsku wokół niektórych miejscowości z prawami miejskimi, zastępując kasztelanie (wcześniej okręgi grodowe). Każde miasto, które zostało siedzibą powiatu, posiadało własny sąd, który stał się instytucją apelacyjną dla sądów wiejskich. Jednocześnie Prudnik stał się ośrodkiem sądowniczym dla okolicznych wsi oraz centrum gospodarczym, gdzie na organizowanych co tydzień targach można było kupić oraz sprzedać własny towar. Prawo milowe zabraniało osiedlania się rzemieślnikom w promieniu 1 mili od miasta, a w karczmach można było sprzedawać tylko piwo miejskie. Mieszkańcy wsi w razie potrzeby mogli schronić się w murach miasta lub zamku. W zamian byli zobowiązani do odnawiania murów obronnych miasta i zamku.
Po wojnach śląskich teren Śląska został podzielony (ostatecznie w 1763) pomiędzy Królestwo Prus i Monarchię Habsburgów. Do państwa Hohenzollernów włączono większą część Śląska, w tym powiat prudnicki. Królestwo Prus zdobyte terytorium nazwało prowincją Śląsk i w 1741 podzieliło na 2 departamenty kameralne. Powiaty prudnicki, bialski, głogówecki oraz gmina Ścinawa Mała zostały połączone w jeden wspólny powiat prudnicki, na czele którego stał starosta.

## Mieszkańcy
Mieszkańcy powiatu prudnickiego w większości posługiwali się językiem niemieckim.

## Struktura
W 1736 w skład powiatu wchodziły:
- miasto Prudnik
- wsie: Chocim, Czyżowice, Dębowiec, Dytmarów, Jasiona, Krzyżkowice, Lubrza, Łąka Prudnicka, Mieszkowice, Moszczanka, Niemysłowice, Piorunkowice, Pokrzywna, Rudziczka, Skrzypiec, Szybowice, Trzebina, Wierzbiec, Wieszczyna, Włóczno, Włókna, Zimne Kąty

W latach 1542–1631 miastem była również Trzebina.